# Palaeopsis diaphanella
Palaeopsis diaphanella là một loài bướm đêm thuộc phân họ Arctiinae, họ Erebidae.